# Ouchkovo
Ouchkovo est une petite commune urbaine sous la juridiction du grand Saint-Pétersbourg qui fait partie de son district Kourortny (Balnéaire).
Située au bord du nord du golfe de Finlande (mer Baltique). Population (census 2010) - 618 personnes.
Gare du chemin de fer, direction Saint-Pétersbourg - Vyborg. Trajet de la Gare de Finlande (Saint-Pétersbourg) - 50-78 minutes par train régional.
Connue depuis la XVIe siècle comme le domaine de l'évêque de Vyborg. Jusqu'à 1939 - sous la juridiction de la Finlande (nom finnois - Tyrisevä) et faisait partie de la ville de Zelenogorsk (Saint-Pétersbourg) (Terijoki).